# Kerri Kenney-Silver
Kerri Kenney-Silver, född den 20 januari 1970 i Westport, Connecticut, är en amerikansk skådespelare.
Kerri Kenney-Silver har bland annat medverkat i serien Reno 911! där hon spelade Trudy Wiegel. I TV-serien Love spelade hon Syd. I Netflix-serien Fyra årstider spelade hon Anne, en av huvudrollerna.

## Filmografi (urval)
- 2003–2024 – Reno 911! (TV-serie)
- 2007 – Balls of Fury
- 2008 – Role Models
- 2012 – Wanderlust
- 2016–2018 – Love (TV-serie)
- 2025 – Fyra årstider (TV-serie)